# Mala Bršljanica
Mala Bršljanica falu Horvátországban Belovár-Bilogora megyében. Közigazgatásilag Gerzencéhez tartozik.

## Fekvése
Belovártól légvonalban 35, közúton 53 km-re délre, községközpontjától légvonalban 8, közúton 13 km-re nyugatra, a Monoszlói-hegység keleti lejtőin, a 45-ös számú főútól északra, Velika Bršljanicától nyugatra, a Bršljanica-patak partján fekszik.

## Története
A régészeti leletek tanúsága szerint helyén már a középkorban lakott település volt. Erre utal a faluhelyet jelölő „Selište” dűlőnév. Brestyanovcz (Bršljanac) vára a falutól északnyugatra, a Monoszlói-hegység területén állt. A vár a 13. században épült, először 1316-ban említik amikor tartozékaival együtt Károly Róbert király Babonić Iván horvát bánnak adományozta. Uradalmához hét falu tartozott. 1363-ban egy bizonyos Latko birtoka volt, amiért viszonzásul Lajos királytól Ključ várát kapta. Később az 1430-as évekig a Treutel család volt a birtokosa. Ezután a Pratha családé akik a várról vették előnevüket. Később elveszítette korábbi jelentőségét. Valószínűleg a török háborúk idején pusztult el. A vár alatt feküdt az azonos nevű település, melynek temploma Szent Márton tiszteletére volt szentelve.
A térséget a 16. század közepén, 1540 körül szállta meg a török. A lakosság legnagyobb része az ország biztonságosabb részeire menekült, másokat rabságba hurcoltak. Ezután ez a vidék mintegy száz évre lakatlanná vált. A török uralom után a területre a 17. századtól folyamatosan telepítették be a keresztény lakosságot. Ide főként pravoszláv szerb lakosság érkezett. 1774-ben az első katonai felmérés térképén a falu még a mai Velika Bržljanicával együtt „Dorf Berzlijanicza” néven szerepel. A térképen jól látható a falu déli részén álló Szent Mihály templom, mely a későbbiekben készített térképeken már nem található. A Horvát határőrvidék részeként a Kőrösi ezredhez tartozott. Lipszky János 1808-ban Budán kiadott repertóriumában az egységes Bršljanicát „Bersslyanicza” néven találjuk.
Nagy Lajos 1829-ben kiadott művében ugyancsak „Berslyanicza” néven 190 házzal, 4 katolikus és 998 ortodox vallású lakossal találjuk.
A katonai közigazgatás megszüntetése után Magyar Királyságon belül Horvátország része, Belovár-Kőrös vármegye Garesnicai járásának része lett. Mala Bršljanicának 1890-ben 251, 1910-ben 324 lakosa volt. A 20. század elején jelentős számú német anyanyelvű lakosság vándorolt be a településre. Őket a II. világháború idején a partizánok hurcolták el. Az 1910-es népszámlálás szerint lakosságának 47%-a szerb, 40%-a német, 6%-a magyar, 3%-a horvát, 2%-a cseh anyanyelvű volt. 1918-ban az új szerb-horvát-szlovén állam, majd később Jugoszlávia része lett. 1941 és 1945 között a németbarát Független Horvát Államhoz, majd a háború után a szocialista Jugoszláviához tartozott. A háború után a fiatalok elvándorlása miatt lakossága folyamatosan csökkent. 1991-től a független Horvátország része. 1991-ben lakosságának 63%-a szerb, 24%-a horvát, 5%-a magyar nemzetiségű volt. 2011-ben a településnek 48 lakosa volt.

## Lakossága
| Lakosság változása | Lakosság változása | Lakosság változása | Lakosság változása | Lakosság változása | Lakosság változása | Lakosság változása | Lakosság változása | Lakosság változása | Lakosság változása | Lakosság változása | Lakosság változása | Lakosság változása | Lakosság változása | Lakosság változása | Lakosság változása |
| ------------------ | ------------------ | ------------------ | ------------------ | ------------------ | ------------------ | ------------------ | ------------------ | ------------------ | ------------------ | ------------------ | ------------------ | ------------------ | ------------------ | ------------------ | ------------------ |
| 1857               | 1869               | 1880               | 1890               | 1900               | 1910               | 1921               | 1931               | 1948               | 1953               | 1961               | 1971               | 1981               | 1991               | 2001               | 2011               |
| 0                  | 0                  | 0                  | 251                | 364                | 324                | 344                | 423                | 274                | 266                | 266                | 138                | 101                | 84                 | 75                 | 48                 |

## Nevezetességei
- A település határában a Monoszlói-hegység területén állt Bršljanac monostor a hozzá tartozó Szent Miklós templommal együtt 1740 körül épült. Elődjét még 1715-ben kezdte építeni Gavrilo Popović ortodox szerzetes Paurska és Krajiška Kutinica falvak között. Temploma Szent György tiszteletére volt szentelve. 1741-ben a szerzetesek beljebb az erdőbe Mala Bršljanica és Podgarić falvak közé költöztek, ahol új monostort és templomot építettek. 1779-ben a monostort és a templomot is elhagyták a szerzetesek. 1841-ben a Szent Miklós templom már romos volt. Elbontott építőanyagát a faluban épített új bršlajnicai Szent Miklós templom építéséhez használták fel. Az épületeknek mára nyoma sem maradt. Helyükön később kis kápolna épült, ahova ma erdei út vezet. Ma minden év júliusában itt gyűlnek össze a pravoszláv hívek istentiszteletre és az azt követő mulatságra.
- Az egykori monostortól északnyugatra a Monoszlói-hegység területén állt Bršljanac középkori vára. A vár ma már teljesen romokban áll, egykori négyszögletes alaprajza csak fővonalakban ismerhető fel. A várat egykor mély várárok és sánc övezte. Előtte egy hengeres torony állt, szintén árokkal övezve. Bejárata délről egy hídon át vezetett. A kápolnától gyalogösvény és földút is vezet a romokhoz. A várnál 2012-ben kezdődtek a régészeti feltárások